# ディキシー (曲)
「ディキシー」（英語: Dixie）はアメリカ合衆国南部を歌った曲で、1859年に書かれた。作者はオハイオ州出身でミンストレル・ショーの作曲家であるダン・エメットとされるが、異説もある。
「ディキシー」はミンストレル・ショーから発して急速に米国全土で流行した。南北戦争中には「ボニー・ブルー・フラッグ」や「神よ南部を救いたまえ」と並んでアメリカ連合国の事実上の国歌のひとつであった。この頃により南北戦争と結びついた新しい歌詞が作られた。
曲名は「Dixie's Land」、「I Wish I Was in Dixie」などさまざまに呼ばれる。日本語では「ディクシー」とも書かれるが、本記事では「ディキシー」で統一する。

## 作曲の経緯と著作権

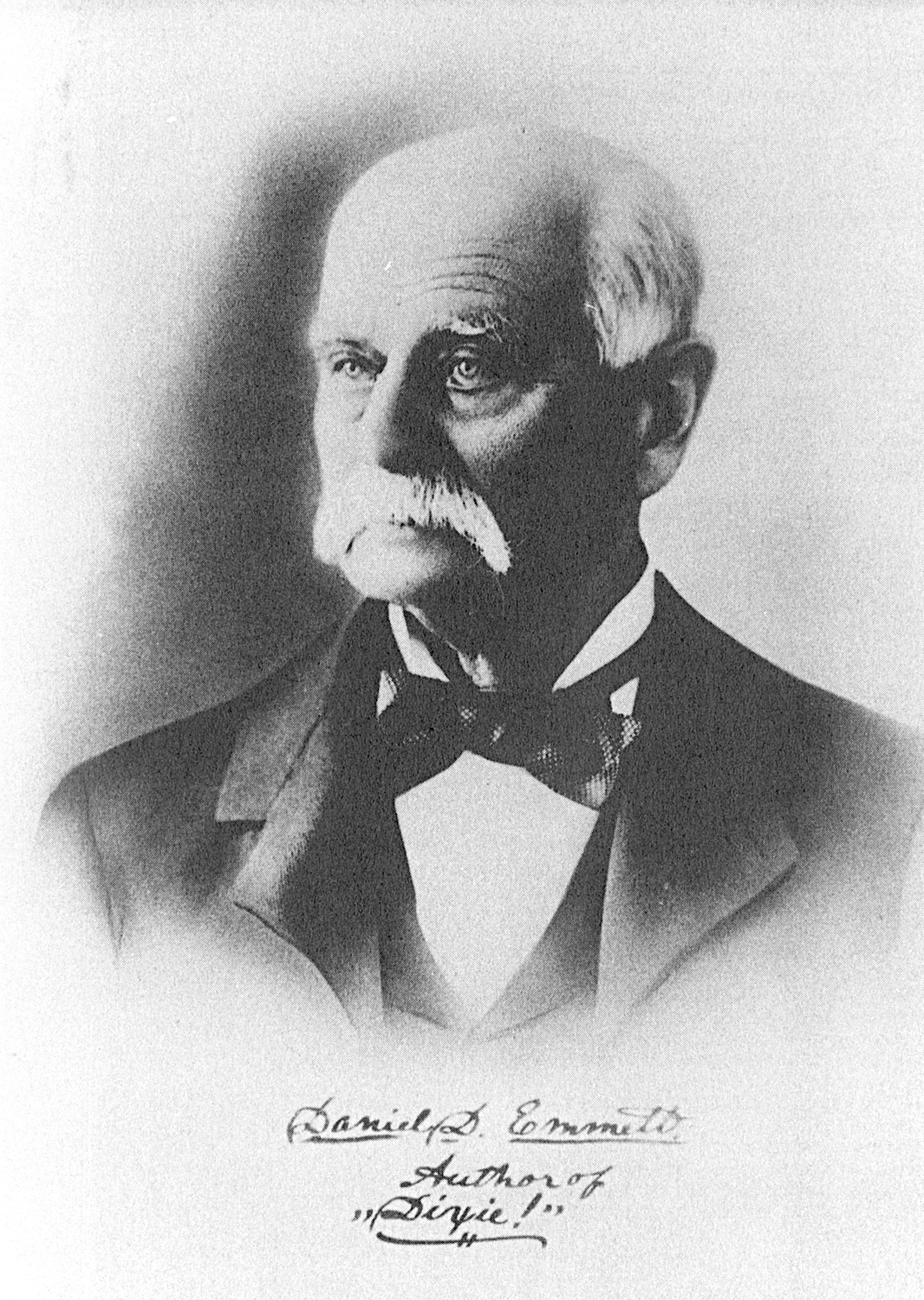
ダン・エメットの写真。下部に「ディキシー!」の作者と説明されている。オハイオ州ノックス郡のベン&ルー・スノーデンがかつて所有していた。

通説ではオハイオ州出身のミンストレル・ショーの作曲家であるダニエル・エメットが1859年ごろに書いた曲とされる。エメットは作曲の経緯について後年に何度か証言しているが、細部に食い違いが見られる。たとえば作曲にかかった時間について、ある時には「数分」、ある時には「ひと晩」、ある時には「数日」と語っている。1872年のニューヨーク・クリッパーの記事は中でももっとも早い時期のもので、それによると彼がニューヨークのブライアントのミンストレル・ショー (Bryant's Minstrels) の作曲家として雇われて間もない日曜の夜、ジェリー・ブライアントから新しいウォークアラウンド（ミンストレルのダンス曲）が月曜までに必要だと言われ、アパートに籠って日曜の夜のうちに曲を書いたとしている。ビラによれば1859年4月4日の月曜日にニューヨークのメカニクス・ホールで開かれたブライアントのショーで「ディキシーズ・ランド」が初演されている。
後年の証言はこれとはいろいろと異なっており、晩年の証言ではニューヨークに移る前にすでに作曲していたとさえ言っている。ワシントン・ポストの記事で作曲年を1843年としているのはこの説を支持している。
エメットは1860年6月21日にニューヨークで「ディキシー」を（「I Wish I Was in Dixie's Land」の題で）出版した。自筆原稿は残っていない。エメットが著作権登録を行なうのが遅れたため、それまでにこの曲が他のミンストレル・ショーやバラエティ・ショーの団体に広まり、歌曲集・新聞・片面刷りの印刷物などにこの曲が載せられたが、それらには「ジェリー・ブロッサム」「ディキシーJr.」など架空の作者名が載せられていた。エメットの生前に起きたもっとも重大な異論は、作者を南部のウィリアム・ヘイズと主張するものだったが、異論の主張者が証拠を提出する前に死亡した。エメットの没後4年にあたる1908年までに37人が曲の作者を自分であると主張した。

## 南北戦争とその後

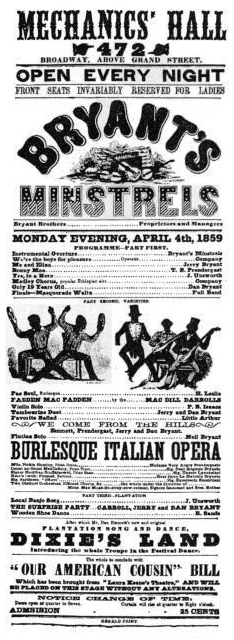
1859年4月4日にニューヨークのメカニクス・ホールで上演されたブライアント・ミンストレルズによる「ディキシー」初演のビラ

「ディキシー」は発表以来広く知られるようになり、ミンストレルのスタンダード・ナンバーになった。エイブラハム・リンカーンのお気に入りの曲でもあり、1860年アメリカ合衆国大統領選挙運動中に演奏された。1860年にはロンドンでも上演され、1860年代末までにはイギリス水兵の歌のレパートリーになった。
「ディキシー」は1860年3月にニューオーリンズにもたらされてヒットした。「ディキシー」は北部の音楽であり、歌詞にも特に愛国的な点はなく、南部で受ける可能性は表面的にはないように見える。当時の南部の分離主義の盛り上がりがなければ、この曲は忘却されていたかもしれない。コーラス部分の「In Dixie Land I'll took my stand / To lib an die in Dixie」という歌詞、および冒頭部分、そして南部の描写が共鳴を得た。
南部の他の地域にも急速に普及した。1860年末までに連邦離脱主義者はこの曲を自分たちの音楽として採用した。サウスカロライナ州チャールストンのセント・アレンドルー・ホールで1860年12月20日に行われた離脱のための各選挙の後にこの曲が演奏された。1861年2月18日にはジェファーソン・デイヴィスのアメリカ連合国大統領就任式においてこの曲がハーマン・フランク・アーノルドによってクイックステップに編曲されて演奏されたとき、一種の国歌として扱われていた。これはおそらく「ディキシー」の最初の吹奏楽編曲でもあった。
この曲が低俗でコメディー的な性質をもつことを避けようとした南部の人々は、南部の誇りと戦争について歌う新しい歌詞をつけた。中でもアルバート・パイクの歌詞はもっとも人気があり、1861年5月30日に「The War Song of Dixie」の題で出版された。ヘンリー・トループ・スタントンは戦争を主題とする別の歌詞を公刊し、それを「バージニアの少年たち」に献呈した。
南部人はこの曲がヤンキーの作曲であることを認めたがらず、そのため「ディキシー」を民謡と考える者もあった。1862年に詩人のジョン・ヒル・ヒューイットは「素朴な歌曲「ディキシー」はひどく疑わしい出自を持つ。（中略）一般に南部の港湾労働者の旋律の尊い血筋から生まれたと信じられている」と書いている。
その一方、北部の奴隷廃止主義者は南部人が「ディキシー」を自分たちの音楽としていることに怒った。この曲はもともと南部の奴隷制度を風刺して書かれたものであるためである。北部ではユニオン側の新しい歌詞をつけた「ディキシー」が作られた。北部のディキシーと南部のディキシーは奴隷制度に関して意見が対立した。1860年から1866年までの間に歌曲と器楽曲をあわせて少なくとも39種類の版が出版された。

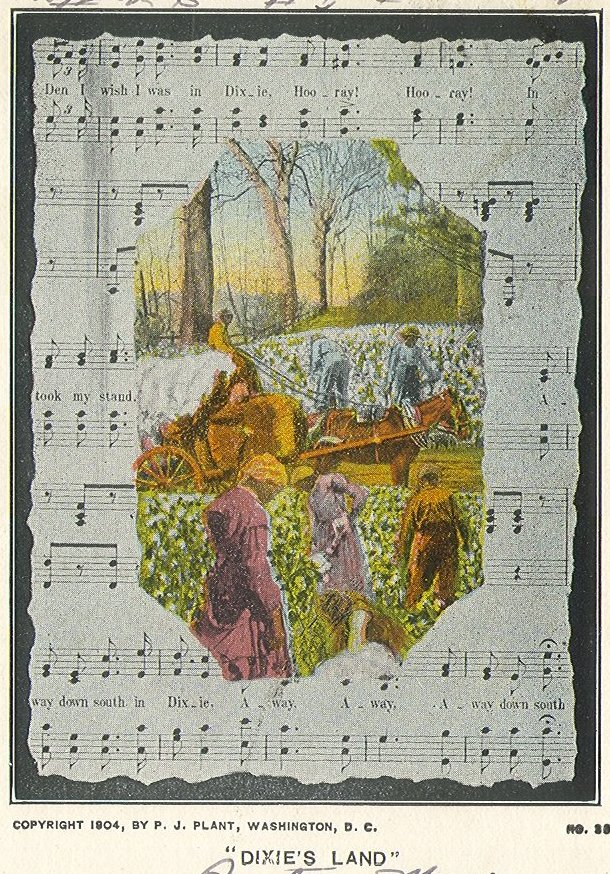
"DIXIE'S LAND"（1904年の絵葉書）

戦後も「ディキシー」は南部ともっとも強く結びついていた。北部の歌手や作家は、人物や舞台が南部に属することを示すために「ディキシー」をパロディ化したり引用したりした。1909年6月19日にはテネシー州ナッシュビルのセンテニアル・パークにあるアメリカ連合国軍兵士のモニュメントに対して「ディキシー」が捧げられた。
それでも北部で「ディキシー」が排除されたわけではなかった。ニューヨーク・トリビューンの1908年の記事では「「ディキシー」は南部の歌とみなされているが、北部の人々の心がこの曲に冷淡であることはなかった。リンカーン大統領はこの曲を愛したし、その党派にかかわらず今日米国でもっとも人気のある歌である。」という。1934年の音楽雑誌「The Etude」は「「ディキシー」に結びついた党派的な意味合いはずっと前に忘れられた。今日東西南北のどこでもこの曲は聞かれる。」と言っている。

## 現代の解釈
1950-1960年代の公民権運動の初期にアフリカ系アメリカ人はしばしば「ディキシー」を南部の人種差別の残滓、白人支配と人種隔離を思い出させるものとして批判した。「勝利を我等に」などの歌に対して、公民権運動反対派の白人が「ディキシー」で応酬しはじめたことにより、この立場は強化された。
この種の抗議は最初「ディキシー」がバンドのスタンダードナンバーになっている南部の大学の学生によって始められた。同様の抗議はバージニア大学、ジョージア工科大学、テュレーン大学で起きた。マイアミ大学では1968年にバンドが「ディキシー」を演奏することを禁止した。その後、学生を越えてこの問題は議論されるようになった。1971年に第75アメリカ陸軍軍楽隊は「ディキシー」に抗議した。1989年、ミス・ジョージア・スイート・ポテト・クイーンが「ディキシー」をジョージア州議会で歌ったとき、3人の黒人上院議員が立ち去った。
「ディキシー」の支持者はこの曲を「アメリカ・ザ・ビューティフル」や「ヤンキードゥードゥル」と同様にアメリカ愛国歌を構成するものと考える。たとえば最高裁長官のウィリアム・レンキストは、ジョージア州の第4巡回区司法会議における例年の歌の集いにこの曲を含めた。しかしそのためにアフリカ系アメリカ人の法曹の一部が式典を欠席することになった。
「ディキシー」および他のアメリカ連合国の象徴に対する反対運動は、南部の白人労働者が政治的な排斥と辺縁化を感ずるようになることを促した。「ディキシー」批判への対応として、1980年代末から1990年はじめにかけてアメリカ連合国の伝統を支持するグループや文献が出現した。ジャーナリストのクリント・ジョンソンによると現代の「ディキシー」に対する批判は「開かれた、まったく秘密ではない陰謀」であり、ポリティカル・コレクトネスの例である。ジョンソンが信ずるところでは、現代版の「ディキシー」は人種差別的ではなく、単に南部が「家族と伝統をたたえる」ことを促進しているだけである。他の支持者である元サウスカロライナ州上院議員のグレン・マッコネルは「ディキシー」を抑圧しようとすることを文化浄化と呼んでいる。
2016年、ミシシッピ大学の運動部は「ディキシー」をスポーツ大会で演奏することをやめる声明を出した。それまで約70年にわたってフットボールの試合やほかのスポーツ大会で「ディキシー」は演奏されてきた。当時の運動部長であったロス・ビョークは「この変更は、我々の信条、運動部の核心的価値、およびすべての人が歓迎されていると感じるようにするという点で大学がなしてきたことと合致する」と述べている。

## 歌詞

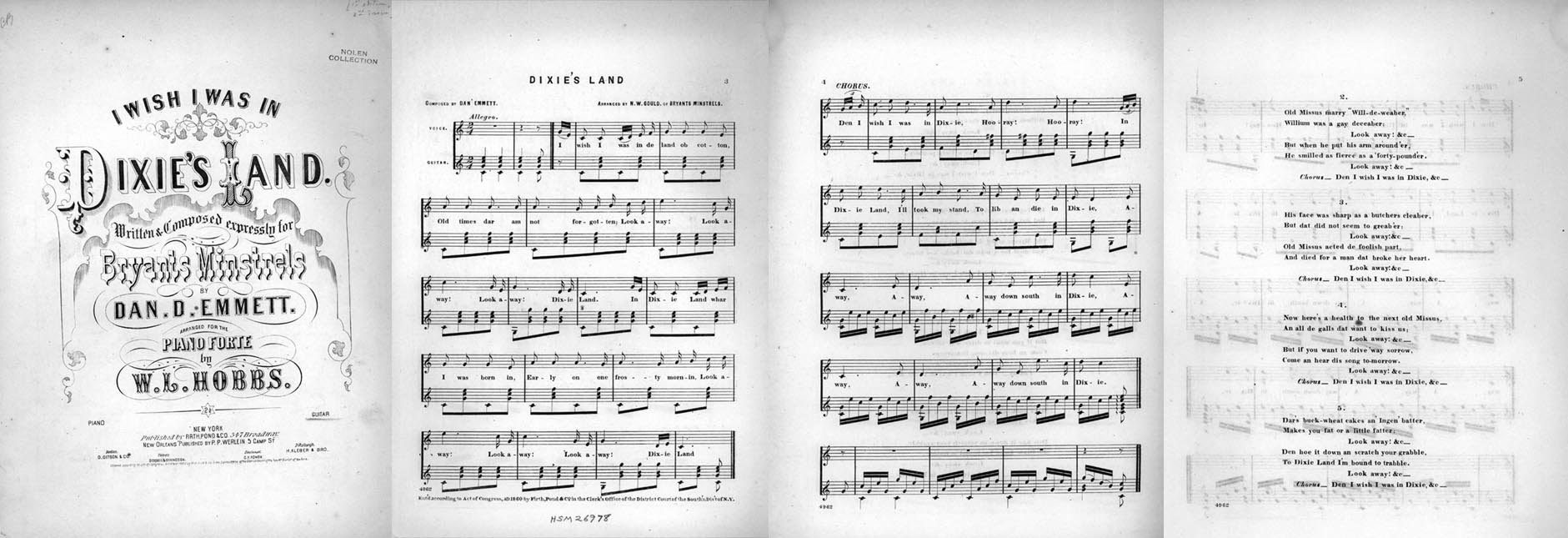
最初に出版された楽譜

「ディキシー」の歌詞には無数の変種があるが、エメットによる版とその変種がもっともよく知られる。以下は1860年に出版された楽譜の歌詞である。
1. I wish I was in de land ob cotton,

Old times dar am not forgotten,

    Look away! Look away! Look away! Dixie Land.

In Dixie Land whar I was born in,

Early on one frosty mornin,

    Look away! Look away! Look away! Dixie Land.

(CHORUS)

Den I wish I was in Dixie, Hooray! Hooray!

In Dixie Land, I'll took my stand,

To lib an die in Dixie.

Away. Away. Away down south in Dixie.

Away. Away. Away down south in Dixie.

2. Old Missus marry "Will-de-weaber,"

Willium was a gay deceaber,

    Look away! Look away! Look away! Dixie Land.

But when he put his arm around 'er,

He smilled as fierce as a 'forty-pound'er.

    Look away! Look away! Look away! Dixie Land.

(CHORUS)

3. His face was sharp as a butchers cleaber,

But dat did not seem to greab 'er,

    Look away! Look away! Look away! Dixie Land.

Old Missus acted de foolish part,

And died for a man dat broke her heart,

    Look away! Look away! Look away! Dixie Land.

(CHORUS)

4. Now here's a health to the next old Missus,

An all de galls dat want to kiss us,

    Look away! Look away! Look away! Dixie Land.

But if you want to drive 'way sorrow,

Come an hear dis song to-morrow,

    Look away! Look away! Look away! Dixie Land.

(CHORUS)

5. Dar's buck-wheat cakes an 'Ingen' batter,

Makes you fat or a little fatter,

    Look away! Look away! Look away! Dixie Land.

Den hoe it down an scratch your grabble,

To Dixie Land I'm bound to trabble,

    Look away! Look away! Look away! Dixie Land.

(CHORUS)

### ディキシーという語の起源
「ディキシー」という語の起源についてはさまざまな理論がある。ロバート・リプリーによるとディキシーランドとはニューヨーク州ロングアイランドにあった農場の名前で、所有者のジョン・ディキシーが南北戦争前に多くの奴隷を助けたため、奴隷たちにとってディキシーランドは天国のような場所だったとする。
ジェームズ・H・ストリートによると、ハールレム（マンハッタンの古名）の農民であった「Johaan Dixie」という人物が、ニューヨークの冬には奴隷たちがすることがないため、奴隷が割に合わないと思い、奴隷たちをチャールストンに連れていって売った。その結果奴隷たちは年中忙しくなり、楽だったハールレムでの生活を願って「ディキシーの地に戻りたい」と歌った。
ある説ではルイジアナ州の10ドル紙幣の裏に大きく「DIX」（当時のニューオーリンズで多数が話していたフランス語で10を意味する）と書かれていたことから南部の人々に「Dixie」の名で知られており、そこからニューオーリンズやルイジアナ州のフランス語圏をディキシーランドと呼んだとする。
ほかにもメイソン＝ディクソン線に起源を求める有名な説がある。

## メディアでの使用
「ディキシー」は、南北戦争およびアメリカ連合国を扱った映画でしばしば使用される。たとえば『風と共に去りぬ』（1939年）の冒頭や、ドキュメンタリー映画『南北戦争』（1990年）で使われている。ダン・エメットの伝記映画『ディキシー』（1943年）では、ビング・クロスビーの演じるダン・エメットが「ディキシー」を歌う。
フォグホーン・レグホーンのような南部のキャラクターの登場するアニメーション作品では舞台設定のために「ディキシー」が演奏される。ジョージア州を舞台とする『爆発!デューク』では「リー将軍」という名前の車のクラクションの音楽が「ディキシー」になっている。
マイケル・クライトンの小説『ロスト・ワールド -ジュラシック・パーク2-』（1995年）では、イアン・マルコムがモルヒネで朦朧となりながら「ディキシー」の一節を歌う。
南部の白人の多くにとって、「ディキシー」はレベル・フラッグと同様に南部の伝統とアイデンティティーの象徴になっている。近年までミシシッピ大学を含むいくつかの大学で「ディキシー」を応援歌として使用していたが、レベル・マスコットやレベル・フラッグとともに抗議を受けた。